# Jules Cardot
Jules Cardot (1860-1934) fue un botánico y briólogo francés. Trabajó intensamente con musgos.
Se posee un registro IPNI de 130 identificaciones y nombramientos de nuevas especies.

## Algunas publicaciones
- Cardot, J.; A.J. Grout. 1900. Recent Literature Relating to North American Mosses. The Bryologist, Vol. 3, N.º 4, 1900, pp. 49-50
- Cardot, J.; A.J. Grout. 1904. Notes on Some North American Mosses. The Bryologist, Vol. 7, N.º 2, pp. 30-31
- Cardot, J. 1905 Nouvelle contribution à la flore bryologique des îles atlantiques. Bulletin de l'Herbier Boissier. Série 2., Vol. 5, N° 3, pp. 201 sq

## Honores

### Epónimos
Especies
- (Rosaceae) Photinia cardotii F.P.Metcalf[1]
- (Rosaceae) Potentilla cardotiana Hand.-Mazz.[2]
- (Rosaceae) Rosa cardotii Masam.[3]
- (Rosaceae) Rubus cardotii Koidz.[4]

- La abreviatura «Cardot» se emplea para indicar a Jules Cardot como autoridad en la descripción y clasificación científica de los vegetales.[5]